# 南山口町
南山口町（みなみやまぐちちょう）は、愛知県瀬戸市山口連区の町名。丁番を持たない単独町名である。

## 地理
- 瀬戸市の南端に位置する[8]。西を台六町・弁天町、北を石田町・池田町、東を掛下町・上之山町、南を豊田市八草町・長久手市茨ケ廻間と隣接している[8]。
- 標高100〜140mの丘陵地帯[8]。都市化が著しい[8]。

### 河川
- 矢田川（山口川） ： 町の北端、池田町・石田町との町境付近を西流している。
- 越中川（矢田川支流） ： 町の東部の陶磁美術館付近を源流にして北西に流れ、北端部で矢田川に注ぎ込んでいる。
- 大六川（矢田川支流） ： 町の南部の南山砂防池を源流に、長久手市との市境を北西に流れている。

- 矢田川（南山口町・池田町境）
- 越中川（南山口町内）
- 越中川と矢田川の合流点[注釈 1]
- 大六川（南山口町内）

### 学区
市立小・中学校に通う場合、学区は以下の通りとなる。また、公立高等学校普通科に通う場合の学区は以下の通りとなる。
| 番・番地等 | 小学校               | 中学校             | 高等学校 |
| ---------- | -------------------- | ------------------ | -------- |
| 全域       | 瀬戸市立幡山東小学校 | 瀬戸市立幡山中学校 | 尾張学区 |

## 歴史

### 町名の由来
町名設定の際、旧山口村の南端部にあたることから南山口町とつけられたと推察される。

### 沿革
- 1981年（昭和56年）3月31日 - 瀬戸市大字山口字南山の一部と同市大字菱野字台六の一部により、同市南山口町として成立[2]。

## 世帯数と人口
2024年（令和6年）2月1日現在の世帯数と人口は以下の通りである。
| 町丁     | 世帯数 | 人口 |
| -------- | ------ | ---- |
| 南山口町 | 34世帯 | 81人 |

### 人口の変遷
国勢調査による人口の推移
| 1995年（平成7年）  | 79人  | [ 12 ] |  |
| 2000年（平成12年） | 77人  | [ 13 ] |  |
| 2005年（平成17年） | 74人  | [ 14 ] |  |
| 2010年（平成22年） | 76人  | [ 15 ] |  |
| 2015年（平成27年） | 106人 | [ 16 ] |  |
| 2020年（令和2年）  | 105人 | [ 17 ] |  |

### 世帯数の変遷
国勢調査による世帯数の推移。
| 1995年（平成7年）  | 22世帯 | [ 12 ] |  |
| 2000年（平成12年） | 25世帯 | [ 13 ] |  |
| 2005年（平成17年） | 24世帯 | [ 14 ] |  |
| 2010年（平成22年） | 27世帯 | [ 15 ] |  |
| 2015年（平成27年） | 30世帯 | [ 16 ] |  |
| 2020年（令和2年）  | 32世帯 | [ 17 ] |  |

## 交通

### 鉄道
愛知高速交通・東部丘陵線（リニモ） ： 町の南端をかすめるように走っている。最寄り駅は陶磁資料館南駅・愛・地球博記念公園駅。
- 東部丘陵線（リニモ）（南山口町内）

### バス
名鉄バス「東山線」
- 【18】瀬戸駅前 - 菱野団地 - 愛・地球博記念公園駅 系統 ： 南山口町バス停・陶磁美術館バス停[注釈 2]

- 南山口町バス停
- 陶磁美術館バス停

### 道路
- 愛知県道6号力石名古屋線 ： 町の南端をかすめるように走っている。
- 愛知県道209号愛・地球博記念公園瀬戸線 ： 町の西部を南北に走っている。

- 案内標識内の県道6号表示（南山口町内）

## 施設
- 日本赤十字社 東海北陸ブロック血液センター ： 東海北陸７県（富山県、石川県、福井県、岐阜県、静岡県、愛知県、三重県）において献血された血液の検査・製造業務を行っている[19]。
- 日本赤十字社 愛知県赤十字血液センター[8] ： 緑豊かな自然に囲まれた血液センター[20]。日曜・祝日定休[20]。愛・地球博記念公園駅から無料送迎バスあり[20]。
- 愛知県立瀬戸つばき特別支援学校 ： 2019年（平成31年）に開校[21]。知的障害の子供を対象としており、小学部・中学部・高等部がある[22]。通学区域は、瀬戸市・長久手市・尾張旭市・豊田市山間部[注釈 3]・春日井市南部[注釈 4]となっている[22]。
- 愛知県立名古屋高等技術専門校 窯業校[8] ： 1946年（昭和21年）に愛知県窯業公共職業補導所（陶磁器製造科）として設立[23]。1971年（昭和46年）に現在地に移転[23]。陶磁器の製造やデザインの技能及び関連する基礎的な知識を付与し、陶磁器産業の明日を担う人材を育成する窯業分野に特化した職業能力開発校[24]。2022年（令和4年）5月1日現在の訓練生数は43人、指導員数は3人[25]。
- 愛知県陶磁美術館[8] ： 1978年（昭和53年）に陶磁資料館として開館[26]。2013年（平成25年）に現名称に変更[26]。陶磁に関する美術的、歴史的、産業的に貴重な資料を収集、保存、展示し、調査研究を進めることにより、陶磁文化の普及、向上と陶磁器産業の振興に資することを目的としている[26]。
- あいち産業科学技術総合センター産業技術センター瀬戸窯業試験場[8] ： 1971年に愛知県瀬戸窯業技術センターとして創立[27]。2018年（平成30年）に現名称に変更[27]。窯業業界の技術支援機関として製品のデザイン開発や生産技術の向上で貢献するとともに、ファインセラミックスの研究開発にも積極的に取り組んでいる[27]。
- 知の拠点あいち ： 付加価値の高いモノづくりを支援するため、愛・地球博会場跡地において整備を進めている研究開発拠点[28]。「あいち産業科学技術総合センター」「あいちシンクロトロン光センター」「新エネルギー実証研究エリア」の3つの施設から構成されている[注釈 5][28]。
- 瀬戸市消防本部南分署 ： 1991年（平成3年）に旧・南出張所を移転新築して設立[29]。R・C造2階建で延床面積は590.98m2。消防車や救急車等8台を有する[30]。
- 尾張東地方卸売市場[8] ： 1984年（昭和59年）に第三セクター方式の地方卸売市場として開場[31]。地域の生鮮食料品の流通の要としての役割を担っている[31]。
- 名糖産業株式会社 瀬戸工場 直売店 ： 2020年（令和2年）10月14日にオープンした名糖産業グループ3店舗目の工場直売店[32]。バウムクーヘン・キャンディ・粉末飲料・アイスクリームなどがお得に買える[32]。

- 日本赤十字社 東海北陸ブロック血液センター
- 日本赤十字社 愛知県赤十字血液センター
- 愛知県立瀬戸つばき特別支援学校
- 愛知県立名古屋高等技術専門校窯業校
- 愛知県陶磁美術館
- あいち産業科学技術総合センター産業技術センター瀬戸窯業試験場
- 知の拠点あいち
- 瀬戸市消防本部南分署
- 尾張東地方卸売市場
- 名糖産業株式会社 瀬戸工場 直売店

## その他

### 日本郵便
- 郵便番号 : 489-0965[6]（集配局：瀬戸郵便局[33]）。